# 牧口義方
牧口 義方（まきぐち よしかた、1853年1月13日（嘉永5年12月4日）- 1899年（明治32年）12月20日）は、明治期の実業家、政治家。衆議院議員。幼名・正太郎。

## 経歴
越後国刈羽郡荒浜村（新潟県刈羽郡荒浜村を経て現柏崎市荒浜）で、代々村の組頭役を務め、回船業を営む牧口家4代当主・庄三郎の息子として生まれた。同郡比角村の星野鏡里に師事し漢学を修め、さらに同郡南条村の藍沢朴斎につき、柏崎県立学校で学んだ。
海運業を営み、柏崎銀行頭取、直江津取引所理事長、新潟商業銀行取締役、新潟銀行監査役などを務めた。
1881年（明治14年）12月、新潟県第18中学区第18小学区学務委員に就任。以後、荒浜村戸長、所得税調査委員などを務めた。1893年（明治26年）2月、新潟県会議員に選出され、同常置委員にも在任した。
1898年（明治31年）3月、第5回衆議院議員総選挙（新潟県第6区、進歩党）で初当選し、同年8月の第6回総選挙（新潟県第6区、憲政本党）でも再選され、衆議院議員に連続2期在任した。議員在任中に豊多摩郡渋谷赤十字社病院で入院加療をしていたが1899年12月に胃癌のため死去した。

## 親族
- 長男 牧口義矩（衆議院議員）[9]
- 五女 小磯馨子（小磯國昭の妻）[10]